# Elizabeth Maitland
Elizabeth Maitland, nascida Elizabeth Murray (Londres, 28 de setembro de 1626 – Ham House, 5 de junho de 1698) foi uma influente nobre britânica. Em seu próprio direito (suo jure) ela era Elizabeth Tollemache, condessa de Dysart e através do casamento Elizabeth Maitland, duquesa de Lauderdale. Ela é famosa pela influência política que possuía, o que era incomum para as mulheres da época, e por seu apoio ao rei Carlos II de Inglaterra durante o seu exílio, como membra da organização secreta conhecida como o Nó Selado.

## Início de vida
Maitland era a mais velha das cinco filhas de William Murray, 1.º Conde de Dysart, um cavalheiro e amigo próximo do Bedchamber de Carlos I; e sua esposa Catherine Bruce. Seu pai garantiu que ela recebesse uma educação completa, o que era incomum para as mulheres da época.
Por causa da Guerra civil inglesa seu pai adiou os planos em lhe encontrar um marido, mas em 1648 ela se casou com Sir Lionel Tollemache. O casal teve onze filhos, cinco dos quais viveram até a idade adulta, incluindo Lionel Tollemache, 3.º Conde de Dysart e Thomas Tollemache; sua filha mais velha, Elizabeth Tollemache, casou-se com Archibald Campbell, 1º Duque de Argyll.

## Últimos anos
Elizabeth não queria uma vida doméstica tranquila e baseou-se em sua própria casa de família, Ham House perto de Richmond, Londres, que ela gastou muito tempo e dinheiro reconstruindo. Estava familiarizada com o parlamentar Oliver Cromwell durante este período e a amizade proporcionou uma disfarce para suas próprias tendências monarquistas. Em 1653, ela entrou para a organização secreta monarquista, o Nó Selado. Estava em correspondência com partidários exilados de Carlos II e até mesmo visitou a Europa para ver o próprio rei.
Após a morte de seu pai em 1655, ela herdou seus títulos, tornando-se condessa de Dysart.
Em 1660, quando Carlos II retomou o trono, ele recompensou Elizabeth com uma pensão anual de 800 libras. Seus inimigos a acusaram de bruxaria por causa de sua influência política.

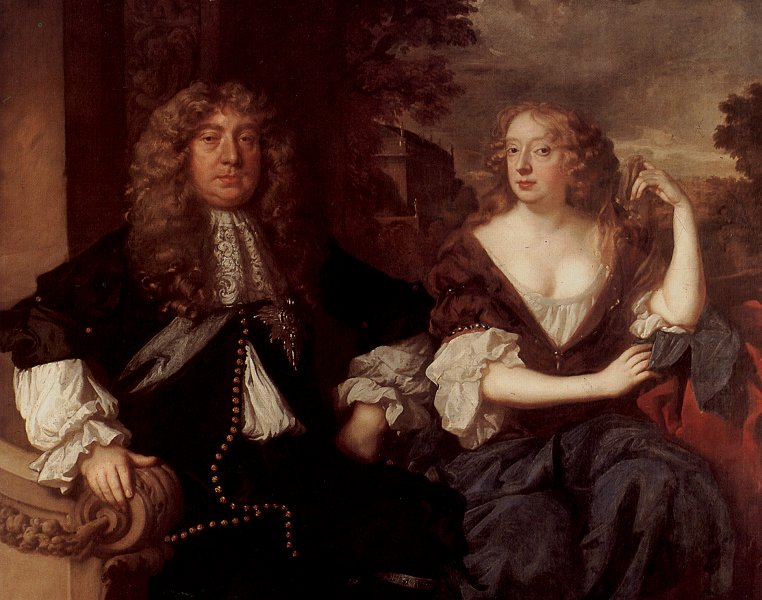
John Maitland, 1º Duque de Lauderdale, e sua esposa Elizabeth Murray, duquesa de Lauderdale

Em 1669, seu marido Lionel morreu na França. Suspeita-se que logo após isso, ela tornou-se amante de John Maitland, 1º Duque de Lauderdale, o nobre e político escocês, com quem ela se casou em 1672, após a morte de sua própria esposa. Era um membro do notório Ministério Cabal de Carlos II e entre seus títulos estavam de Barão Petersham. Os dois foram conhecidos por sua influência, riqueza e extravagância.
Após a morte de John em 1682, Elizabeth entrou em uma disputa legal com seu cunhado sobre as dívidas do seu falecido marido e despesas de funeral.

## Morte
Elizabeth Maitland morreu, aos 72 anos de idade, em 5 de junho de 1698, em Ham House. Ela foi enterrada com outros membros da família Dysart em um cofre sob o coro da Petersham Parish Church.

## Na literatura
Elizabeth Murray é o tema do romance monarquista Rebel, de Anita Seymour publicado pela Claymore Livros em 2013